# Mohammed Al-Hamad Stadium
Mohammed Al-Hamad Stadium – wielofunkcyjny stadion w stolicy Kuwejtu, mieście Kuwejt (w dzielnicy Hawalli). Może pomieścić 22 000 widzów. Swoje spotkania na stadionie rozgrywa drużyna Al Qadsia.